# Julian Waldowski

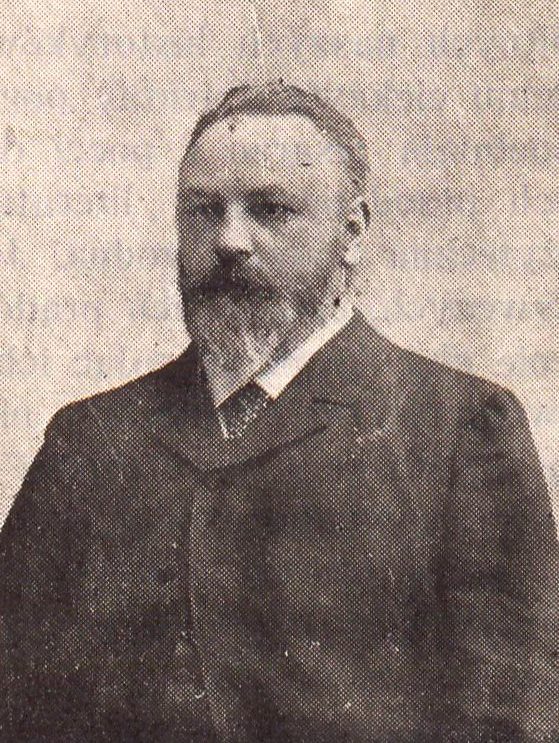
Julian Waldowski

Julian Waldowski, auch Józef Wałdowski (* 13. Februar 1854 in Mszano (Schannen), Kreis Strasburg in Westpreußen, heute Landgemeinde Brodnica, Woiwodschaft Kujawien-Pommern; † 23. Mai 1912 in Breslau), war ein schlesischer Porträt- und Historienmaler der Düsseldorfer Schule.

## Leben

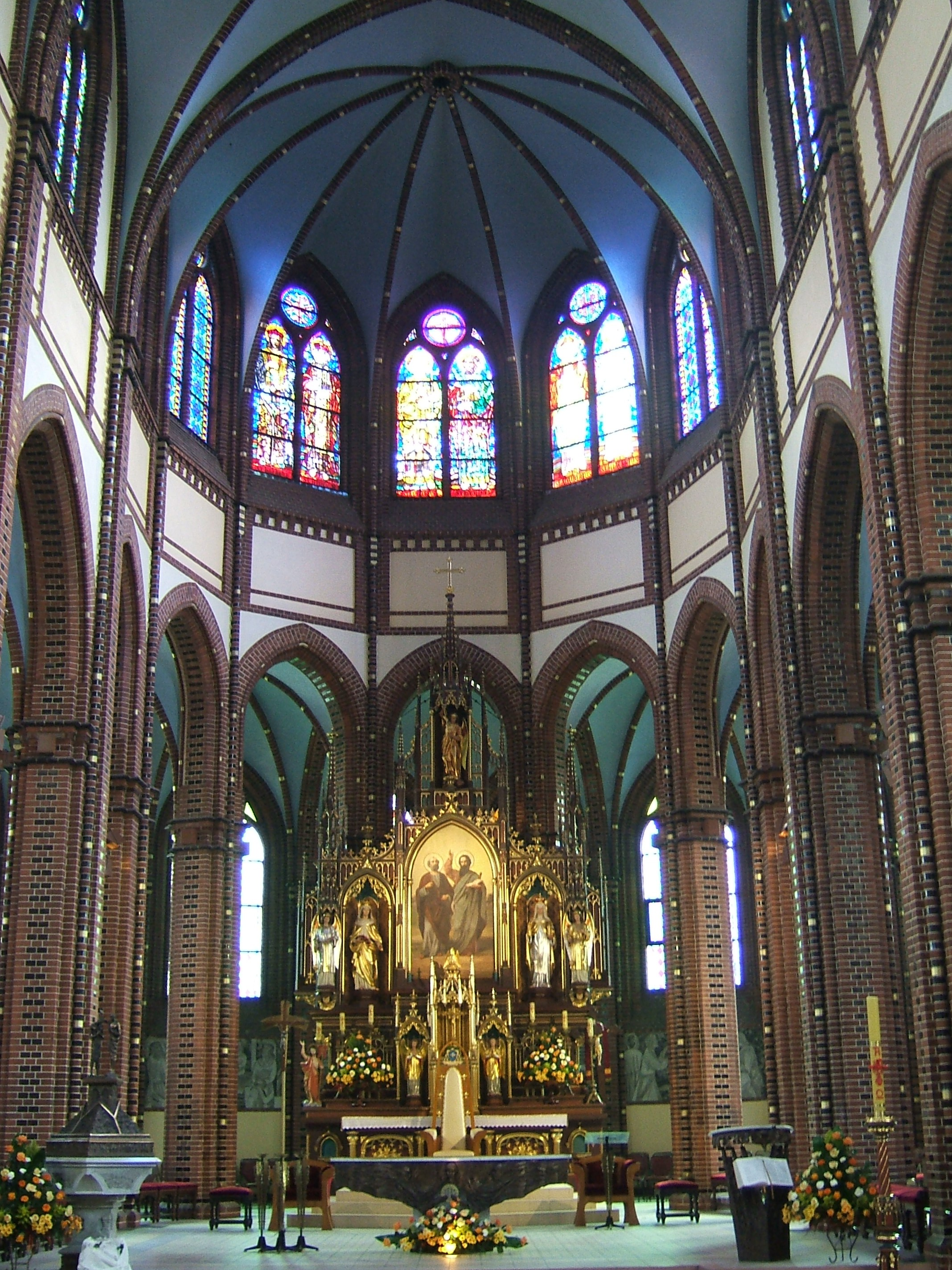
Hauptaltar mit Altarbild St. Peter und Paul in Gleiwitz (Gliwice)

Waldowski studierte Malerei in Düsseldorf und München. An der Kunstakademie Düsseldorf besuchte er im Schuljahr 1871 die Elementarklasse von Andreas Müller, bis 1875 außerdem Klassen von Karl Müller und Eduard von Gebhardt. Er wandte sich der religiösen Malerei spätnazarenischer Prägung zu. Als Historienmaler schuf er Gemälde zur Ausstattung von Gotteshäusern, insbesondere in Breslau, wo er sich 1893 dauerhaft niederließ, nachdem er mit seiner Familie zuvor in Thorn gelebt hatte. 1899 malte er für St. Peter und Paul in Gleiwitz die Altarbilder. Ein Schüler Waldowskis war der Maler Lukas Mrzyglod.